# Taylor & Francis
Taylor & Francis – brytyjskie wydawnictwo zajmujące się wydawaniem książek i czasopism naukowych. Stanowi oddział Informa plc.
Przedsiębiorstwo zostało założone w 1852 roku.
W ciągu roku nakładem wydawnictwa wychodzi ponad 1000 czasopism oraz 1800 nowych tytułów książkowych. 